# Frédéric-Louis de Waldner de Freundstein
Pour les articles homonymes, voir Waldner et Freundstein.
Pour les autres membres de la famille, voir Famille de Waldner von Freundstein.
Le baron Frédéric-Louis II de Waldner de Freundstein est un juriste et diplomate, né le 6 décembre 1676 et mort le 16 avril 1735.

## Biographie
Friedrich Ludwig II Waldner von Freundstein est le fils de Friedrich Ludwig I Waldner von Freundstein (1648-1708), officier au service du roi de France, et de Cordula von Rothschütz. I suit ses études en droit à Altorf, à Leyde, puis à Giessen, où il soutient deux thèses : « De obligatione et potestate régis Romanorum » et « De diplomatibus Germaniœ imperatorum et regum » en 1700. L'année suivante, il en soutient une troisième, imprimé sous ce titre de « Diss. juris publici de firmamentis conventionumpublicarum », pour le grade de licencié et la dédie au maréchal d'Uxelles, gouverneur de l'Alsace.
Nommé conseiller de cour du prince de Birkenfeld, il devient conseiller privé et directeur des finances par la suite, puis conseiller privé du margrave de Brandebourg-Ansbach en 1710. Il est ambassadeur du margrave d'Ansbach à la Cour de France, puis à celle de Vienne. Il démissionne de ses charges auprès de la cour de Birkenfeld en 1720 pour se retirer dans ses terres.
Il est alors appelé à Versailles et employé par le roi de France dans des affaires d'État.

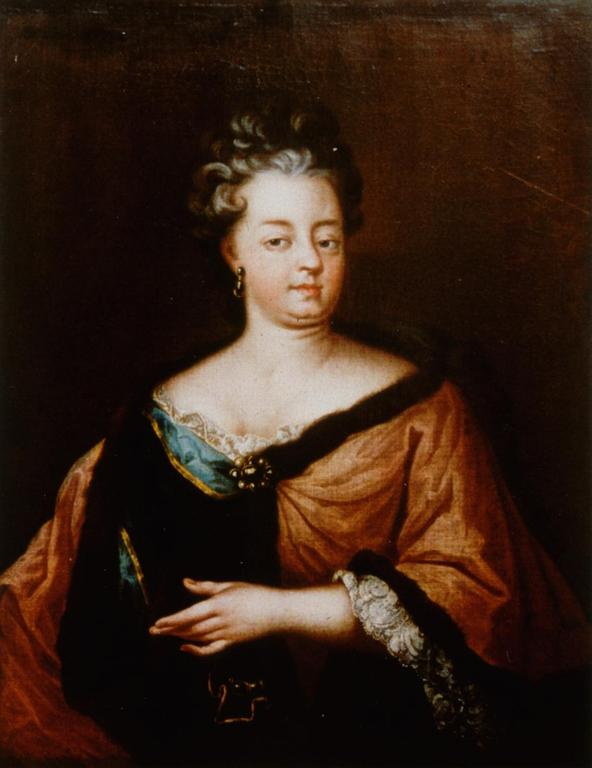
Portrait de son épouse Franziska Salome Wurmser von Vendenheim zu Sundhausen.

Marié en 1707 à Franziska Salome Wurmser von Vendenheim zu Sundhausen, fille de Franz Jacob Wurmser von Vendenheim zu Sundhausen et de Katharina Elisabeth von Wachholtz zum Altenhof, et tante de Dagobert von Wurmser, il est le père des généraux Christian Frédéric Dagobert de Waldner de Freundstein et Louis Hermann Anstatt de Waldner de Freundstein, et le grand-père de Henriette Louise de Waldner de Freundstein et de Godefroy Waldner de Freundstein. Une de ses filles épousera l'un des fils naturel du prince Léopold-Eberhard de Wurtemberg.

## Œuvres
- « Diss. de diplomatis Germaniae imperatorum et regum » (1699)
- « Dissertatio de obligatione et potestate regis Romanorum in genere, occasione prooemii capitulationis Josephi, quam sub praesidio... D. Friderici Nitzschii,... publ. eruditorum disquisitioni submittit Fridericus Ludov. Waldner de Freundstein, die 6. januarii anno 1700 » (1700)
- « De firmamentis conventionum publicarum » (1701)
- « Commentatio De Firmamentis Conventionvm Publicarvm:XA-DE » (1701)

## Sources
- Ernest Lehr, « L'Alsace noble suivie de le livre d'or du patriciat de Strasbourg: d'apres des documents authentiques et en grande partie inéd, Volume 2 », 1870
- G. Stoffel, « Dictionnaire biographique d'Alsace », 1869
- Eugène Haag, Émile Haag, « La France protestante : ou, Vies des protestants français qui se sont fait un nom dans l'histoire depuis les premiers temps de la réformation jusqu'à la reconnaissance du principe de la liberté des cultes par l'Assemblée nationale ; ouvrage précédé d'une notice historique sur le protestantisme en France, suivi de pièces justificatives, et rédigé sur des documents en grande partie inédits, Volume 9 », 1859